# Rodrigo de Jerez
Rodrigo de Jerez (fl. XV secolo) è stato un esploratore e conquistador spagnolo che fece parte dell'equipaggio che partì per le Americhe a bordo della Santa María durante il primo viaggio oltreoceano di Cristoforo Colombo, nel 1492.
Si dice che sia stato lui il primo fumatore di tabacco europeo.

## Biografia
Nell'ottobre del 1492 gli uomini di Colombo scoprirono per la prima volta il tabacco, a San Salvador nelle Bahamas, nota ai nativi col nome di Guanahanì. Gli indigeni gli offrirono "foglie secche che emanavano una particolare fragranza", che essi sembravano reputare di valore. Gli spagnoli invece le rifiutarono.
In novembre Jerez e Luis de Torres osservarono per la prima volta gli indiani che fumavano. In quel momento stavano cercando l'Imperatore della Cina a Cuba. I nativi arrotolavano foglie di palma e mais "in maniera simile ad un moschetto di carta", mettendo all'interno il tabacco. A quel punto la persona accendeva un lato e "beveva" il fumo dall'altro.
Jerez prese questa abitudine e, tornato in Europa a bordo della Niña, introdusse quest'usanza nella sua città natale, Ayamonte. Il fumo che lo circondava spaventò i suoi vicini, e l'inquisizione spagnola lo imprigionò per le sue abitudini "peccaminose ed infernali". Quando fu liberato sette anni dopo, l'abitudine del fumo aveva preso piede.